# 佐藤栄佐久
佐藤 栄佐久（さとう えいさく、1939年〈昭和14年〉6月24日 - 2025年〈令和7年〉3月19日）は、日本の政治家。
参議院議員（1期）、福島県知事（5期）、全国過疎地域自立促進連盟会長を務めた。
衆議院副議長で元外務大臣の玄葉光一郎は娘婿にあたる。

## 来歴
福島県郡山市生まれ。幼少期、本宮市に転居したが中学生からは再び郡山市で育った。福島県立安積高等学校、東京大学法学部卒業。
日本青年会議所副会頭 等の役職を歴任した後、1983年の第13回参議院議員通常選挙に自由民主党公認で福島県選挙区から立候補し、初当選を果たした。
1988年、松平勇雄の引退に伴う福島県知事選挙に伊東正義や斎藤邦吉の支援を受け、参議院議員を辞職して立候補し当選を果たした。以降、4回当選するが2006年9月に実弟が関与した汚職事件の追及を受け、5期目の任期途中での辞職を表明し9月28日、福島県議会の同意を得て知事を辞職した。後日、自身も収賄の容疑で逮捕され、懲役2年、執行猶予4年の判決が確定している（後述）。
2025年3月19日未明、老衰のため、福島県郡山市内の高齢者施設で死去した。85歳没。

## 福島県知事時代

### 地方自治
- 自治体合併（市町村合併、県合併）にはかねてから批判的であり、「地方主権」を掲げる姿勢が強い。また分配主義を標榜しており、思想的には国民新党や新党日本に共通する部分が多い。
- 東京一極集中に対しては一貫して異議を唱え続けてきた。1990年代前半の首都機能移転の議論の際は福島県の中通り南部への首都機能の誘致を栃木・茨城・福島3県で推進したが、首都機能移転の議論そのものが下火になったため、中通り南部への誘致も構想段階に終わった。
- 東京一極集中を強めた小泉内閣にも批判的であり、「地方の痛み」を訴え、小泉純一郎首相が推進した郵政民営化やプルサーマル計画導入にも反対した。
- 2001年、「合併しない宣言」を出した同県の矢祭町に感銘を受け、福島県は市町村合併を強制せず合併する・しないにかかわらず市町村に対しては支援を行っていく考えを表明する。なお、佐藤知事以外に「合併しない市町村も支援する」立場を明言した知事には長野県の田中康夫知事がいる。が、田中の落選、佐藤の辞職により、合併しない市町村も支援する立場を明確に掲げる知事はいなくなった。
- 公立学校における家庭科の必修化に伴い、県立高校の共学化を推進し2003年に全校の共学化を完了した。

### 道州制
道州制を否定しており、「道州制によって、大都市一極集中を招いてはならない」と主張してきた。なお佐藤の他、兵庫県知事の井戸敏三や福井県知事の西川一誠も道州制の導入には反対している。

### 原子力発電
首都圏の電力需要を地方が賄うという意味合いの強い県内の原子力発電所（東京電力所管の福島第一原子力発電所（双葉町・大熊町）、福島第二原子力発電所（富岡町・楢葉町））建設に関して、建設当初の1998年にはプルサーマル計画を了承したが、その後東京電力によるトラブル隠しが発覚した後、了承を撤回し、2006年7月まで東電管内の原発稼働を拒否し（2006年7月に勝俣恒久東電社長と面会した上で、原発稼働再開を容認して知事在任中に原発自体は稼働を再開している。）、プルサーマル計画については建設される当の自治体以外に誘致するメリットがほとんどないことなどを理由に、一貫して反対の立場を明らかにしている。2011年3月11日に発生した東日本大震災による原子力事故では、「事故は人災だった」と断定し、歴代政府と原子力安全委員会を批判している。

### 汚職事件
2006年7月、水谷建設・レインボーブリッヂが関与した一連の不正事件で、佐藤の実弟が営む縫製会社が不正な土地取引の疑いで検察の取調べを受け、9月25日にはその実弟が競売入札妨害の疑いで逮捕された。これを動機として、佐藤の知事辞職を求める動きが県議会を初めとして内外から高まり、9月27日に道義的責任を取る形で辞職を表明するに至った（翌28日に県議会で辞職が許可）。報道によると、佐藤は知事辞職後も影響力を示す行動をとったものの、10月23日に東京地検により収賄の容疑で逮捕される。検察聴取により全面的に自身の関与を認めたとされるが、本人は後に否認している。
同年11月15日には和歌山県知事の木村良樹が、12月8日には宮崎県知事の安藤忠恕が同じく官製談合事件の疑いで逮捕・起訴された。3ヶ月間に3人の知事が同じような事件で刑事責任を追及される事となり、大きな波紋を起こした。
2008年8月に一審の東京地裁の判決で懲役3年・執行猶予5年となり、2009年10月に二審の東京高裁の判決では懲役2年・執行猶予4年となった。佐藤は判決後の記者会見において、これは検察が作り上げた事件であって有罪は納得できないとして、上告を検討すると述べた。なお主任弁護人は宗像紀夫元特捜検事であった。
2012年10月16日、最高裁判所第一小法廷は弁護側、検察側双方の上告を棄却し、懲役2年・執行猶予4年とした高裁判決が確定した。
佐藤自身は冤罪であり、早く事件を終わらせるために虚偽の自白をしたとしている（裁判では容疑を否認した）。知事として原子力発電所や道州制に反対してきた佐藤への国策捜査という指摘もある。

## 著作
- 「知事抹殺 つくられた福島県汚職事件」（2009年9月、平凡社、ISBN 4582824544）
- 「福島原発の真実」（2011年6月、平凡社、ISBN 4582855946）